# Köpoption
En köpoption, eller en call (av engelskans call option), är ett finansiellt kontrakt mellan två parter, utfärdaren (säljaren) och innehavaren (köparen) av en option. Optionens värde beror på en underliggande, som kan vara av vitt skilda slag, exempelvis priset på en aktie, nivån på ett aktieindex eller en valutakurs.

## Lång och kort position
Innehavaren får en lång position som innebär att denne i framtiden har rätt men inte skyldighet att köpa den underliggande tillgången till ett på förhand bestämt pris, strike-priset. Om innehavaren väljer att utöva sin rätt att köpa, så har utställaren alltså förbundit sig att sälja, och sägs ha en kort position. Utställaren kan då gå miste om den vinst som den underliggande stiger över striken. Denna risk kompenseras av innehavaren, när kontraktet skrivs, med betalning av optionen till utställaren. För innehavaren är det endast detta belopp som riskeras. Utställaren förlorar inget på själva affären. Däremot måste denne behålla de underliggande aktierna den överenskomna optionstiden ifall innehavaren vill utnyttja sin rätt att köpa dem. Sjunker aktien under den tiden mer än vad utställaren fick betalt för optionen, gör utställaren en förlust om denne, när optionstiden gått ut, ändå säljer aktierna.

## Europeisk och amerikansk köpoption
En europeisk köpoption ger innehavaren rätten att köpa vid en särskild tidpunkt i framtiden, medan en amerikansk köpoption ger innehavaren rätten att köpa när som helst fram till denna på förhand bestämda tidpunkt. Dessa optionstyper har inget med geografin att göra, så amerikanska optioner är exempelvis vanligt även i Sverige.

## Matematisk beskrivning
En köpoption ger rättigheten att köpa en aktie till lösenpriset K vid lösentillfället {\displaystyle (t=T)}. Aktiepriset vid tidpunkt T, uttryckt {\displaystyle S(T)}, bestämmer optionens värde. Optionen är in the money om aktiepriset är högre än lösenpriset vid lösen, {\displaystyle S(T)>K}, eftersom vi kan då köpa aktien till priset K och sälja till det högre marknadspriset S och på så sätt generera en vinst på {\displaystyle S(T)-K>0}. Är aktiepriset lägre än lösenpriset är optionen out of the money, {\displaystyle S(T)<K}, Optionen är då värdelös eftersom aktien kan köpas till ett lägre pris på marknaden. Priset på köpoptionen vid tidpunkt T ges av följande uttryck
{\displaystyle C(T)=max(0,S(T)-K)}
där C är lika med maximum av värdena 0 och {\displaystyle S(T)-K}. Värdet på köpoptionen vid lösen är en funktion av priset på den underliggande aktien.